# گرین‌وود (دلاور)
گرین‌وود، دلاور (به انگلیسی: Greenwood, Delaware) یک سکونتگاه مسکونی در ایالات متحده آمریکا با جمعیت ۹۷۳ نفر است که در دلاویر واقع شده‌است.